# منطقه حفاظت‌شده لشکردر
منطقهٔ حفاظت‌شدهٔ لشکردر یک منطقهٔ حفاظت‌شده با مساحت ۱۵۴۸۱ هکتار است که در استان همدان در ایران قرار دارد. این منطقهٔ حفاظت‌شده طبق مصوبهٔ شمارهٔ ۷۰۷ در تاریخ ۱۳۸۶/۱۱/۱۲ در فهرست مناطق تحت حفاظت سازمان محیط زیست ایران قرار گرفت.